# Pomnik Walki i Męczeństwa Ziemi Bydgoskiej

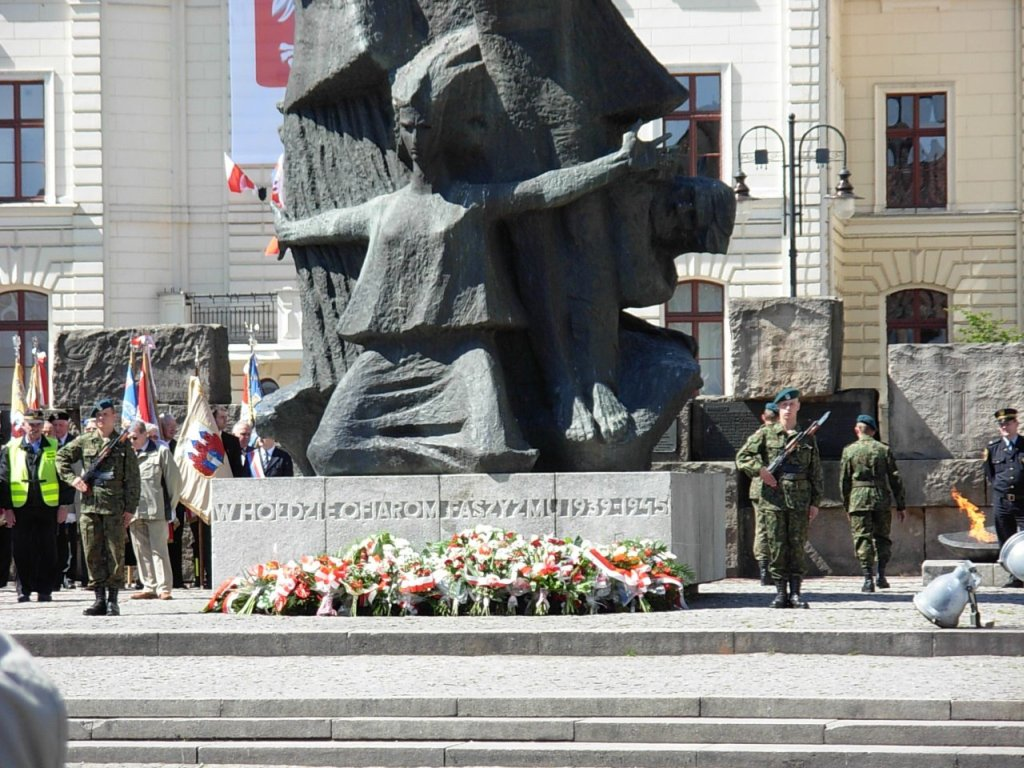
Uroczystości 3 Maja przed pomnikiem

Pomnik Walki i Męczeństwa Ziemi Bydgoskiej – pomnik umieszczony na Starym Rynku w Bydgoszczy, ku czci Polaków zamordowanych wskutek terroru hitlerowskiego i stalinowskiego w Bydgoszczy i regionie bydgoskim.

## Opis
Pomnik przedstawia grupę osób symbolizujących męczeństwo i walkę. Wywołuje on swym kształtem ekspresję bólu i protestu, a jednocześnie jest wyrazem protestu przeciw tyranii i ludobójstwu. Rzeźba z brązu o wysokości 7,5 metra i wadze ponad 12 ton ustawiona jest na cokole z szarego granitu strzegomskiego. Tłem pomnika do 2007 r. był szaniec długości około 26 metrów z 80 dużych brył piaskowca. Są na nim wykute nazwy miejscowości związane z martyrologią mieszkańców w granicach województwa bydgoskiego. W całość wkomponowany został, wykonany z brązu, stały znicz gazowy.
Metalowy odlew pomnika wykonano w Gliwickiej Fabryce Urządzeń Technicznych.

## Historia
Potrzebę ustawienia pomnika na Starym Rynku w Bydgoszczy stworzył fakt publicznych egzekucji, jakie na nim przeprowadzono 8-9 września 1939 r. Dodatkowo w 1940 r. władze hitlerowskie dokonały rozbiórki całej zachodniej pierzei Starego Rynku wraz z kościołem pojezuickim, przed którym egzekucje te przeprowadzano.
Celem upamiętnienia tych tragicznych wydarzeń Zarząd Miasta ufundował w 1946 r. granitową czarną płytę, ułożoną na niskim cokole, usytuowaną na skwerze przed ratuszem na Starym Rynku. Na niej wyryto krzyż i napis następującej treści: „Miejsce Uświęcone Męczeńską Krwią Polaków Walczących o Wolność". Autorem płyty był rzeźbiarz Piotr Triebler z Bydgoszczy. Płyta pamiątkowa przetrwała do czasu ustawienia nowego pomnika.
W 1963 r. ogłoszony został konkurs na pomnik poświęcony ofiarom tego okresu. Z nadesłanych prac wybrano projekt Wacława Kowalika przedstawiający stojącą postać „Nike” na wysokim obelisku, ozdobionym płaskorzeźbami. W prawej, opuszczonej ręce, trzymała ona nagi miecz, skierowany do tyłu, w lewej, uniesionej do góry, bukiet kwiatów. Pomnik miał stanąć na Starym Rynku przed budynkiem biblioteki. Do realizacji wyłonionego w konkursie projektu pomnika nie doszło, natomiast jego wizerunek znalazł się na wydanym w 1964 roku znaczku pocztowym o wartości 60 gr, nr katalogowy 1386 z serii „Pomniki Walki i Męczeństwa".
Ostatecznie Pomnik „Nike” nie został zrealizowany, zaś do Bydgoszczy trafił pomnik przeznaczony pierwotnie dla uczczenia bohaterów warszawskiego getta. Nie stanął on w Warszawie, gdyż władze państwowe po „wydarzeniach marcowych” 1968 roku straciły zainteresowanie w upamiętnianiu martyrologii getta, a "niezagospodarowany” pomnik trafił do Bydgoszczy, jako ekwiwalent zachodniej pierzei rynku, o rekonstrukcję której bydgoszczanie upominali się już od 1946 roku.
Uroczystość odsłonięcia Pomnika Walki i Męczeństwa Ziemi Bydgoskiej odbyła się 5 września 1969 roku, w 30 rocznicę zajęcia Bydgoszczy przez hitlerowskich żołnierzy.
Odsłonięcia dokonał przewodniczący Rady Ochrony Pomników Walki i Męczeństwa, minister Janusz Wieczorek w towarzystwie przewodniczącego MRN Kazimierza Maludzińskiego, w obecności przedstawicieli władz terenowych, stronnictw politycznych, gospodarzy województwa, miasta i powiatu oraz licznie zebranych mieszkańców.
Pomnik stanął w miejscu publicznych egzekucji, jakie tu miały miejsce we wrześniu 1939 roku. Tłem a zarazem uzupełnieniem pomnika był oddzielnie usytuowany szaniec z 80 dużych brył piaskowca, na których wyryto nazwy miejsc walki i męczeństwa ludności Ziemi Bydgoskiej.
Autorem dzieła jest prof. Franciszek Masiak z Warszawy, natomiast autorem szańca oraz planu urbanistyczno-architektonicznego jest bydgoski architekt mgr inż. Jerzy Winiecki. Za szańcem na skwerze przed ratuszem, przewidywano wybudowanie w okresie późniejszym gmachu Muzeum Walk i Męczeństwa, które miało gromadzić dokumenty zbrodni hitlerowskich. Do realizacji tego zamierzenia jednak nie doszło. 
Na początku lat 90. XX w., obok pomnika na niskich czterech betonowych cokołach, umieszczono tablice z brązu. Pierwsza informuje, że w dniach 9 i 10 września 1939 roku z rozkazu niemieckiego wojskowego komendanta Bydgoszczy rozstrzelano na Starym Rynku czterdziestu zakładników, mieszkańców miasta. Druga i trzecia zawiera ich nazwiska. Na czwartej jest napis: „Pomnikiem Walki i Męczeństwa uczczono pamięć obywateli polskich z Kujaw, Pomorza i Ziemi Chełmińskiej poległych i zamordowanych w czasie II wojny światowej w latach 1939-1945".
Zmiany polityczno-ustrojowe po 1989 roku spowodowały, że do rejestru strat, poniesionych przez Polaków z rąk okupanta hitlerowskiego, na szańcu umieszczono tablice z brązu, będące hołdem dla ofiar terroru stalinowskiego. Do końca 1995 roku zostało umieszczonych przez różne związki sześć tablic pamięci narodowej. Dodatkowo, po uzgodnieniu z autorem rzeźby, w 1993 roku pomnik został wzbogacony krzyżem, trzymanym w dłoni przez jedną z postaci.
26 sierpnia 2007 r. szaniec z bloków kamiennych przez 38 lat będący tłem dla pomnika przeniesiono do Sanktuarium Nowych Męczenników w Bydgoszczy.
Z kolei 3 sierpnia 2018 nastąpiło przeniesienie pomnika w północno-zachodni narożnik rynku. W czasie tej operacji odkryto akt erekcyjny z 1969 roku. W listopadzie 2018 powłoki pomnika zostały poddane renowacji przez ekipę konserwatorską (do tej pory pomnik był myty przez strażaków). W marcu 2019 cokół pomnika został obłożony czarnym wypolerowanym granitem, mającym imitować bazalt. Znajdujący się na frontowej ścianie cokołu napis został wytrawiony na nowych płytach. Odrzucono przy tym propozycje, aby napis „W hołdzie ofiarom faszyzmu 1939-45" zastąpić sformułowaniem „Pamięci ofiar totalitaryzmu niemieckiego 1939-45 oraz sowieckiego i polskiego aparatu represji 1937-89” lub „Ofiarom zbrodni niemieckich 1939–45”. Radni miasta uznali, że należy uszanować intencje towarzyszące powstaniu pomnika.

## Galeria

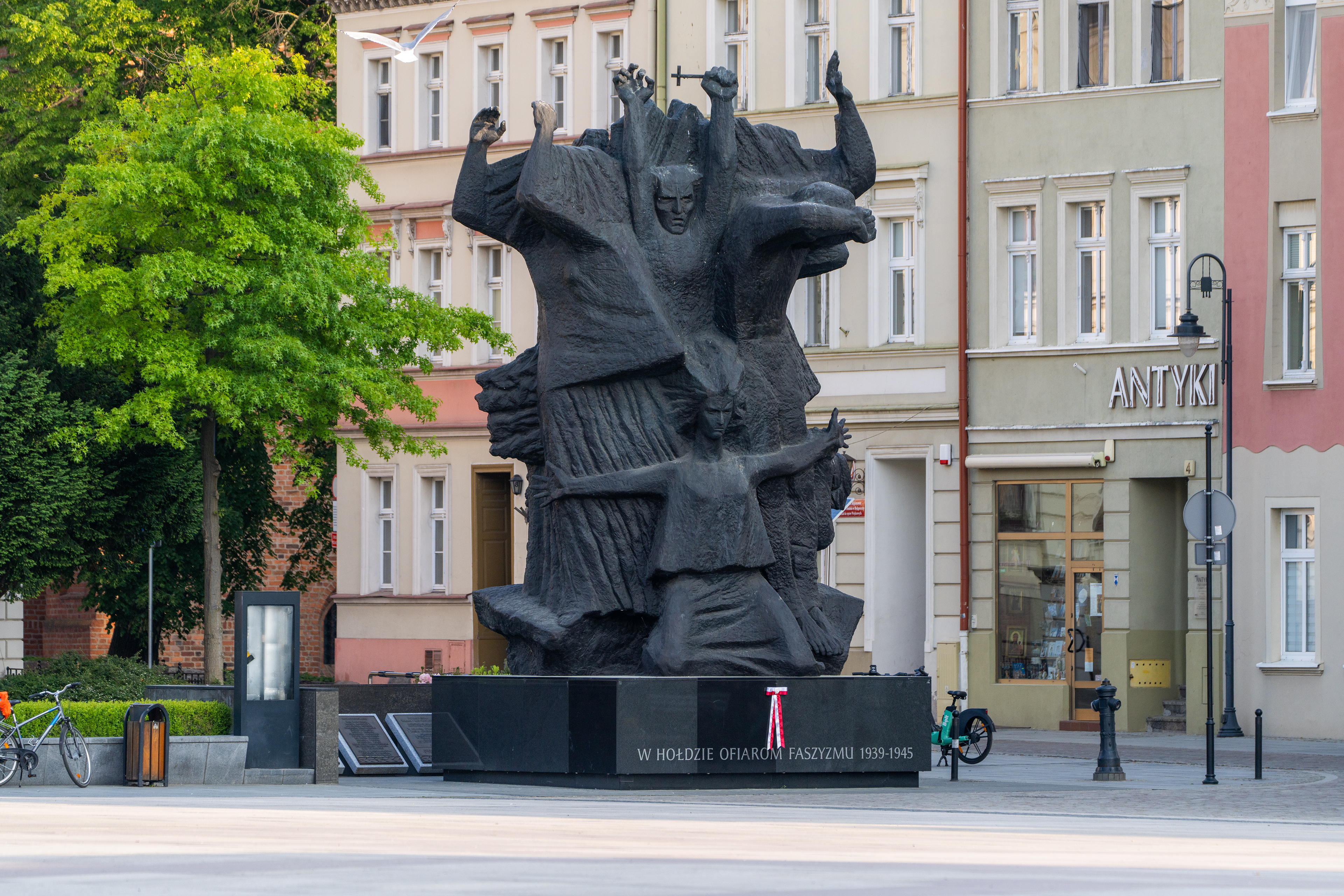
Widok od wschodu
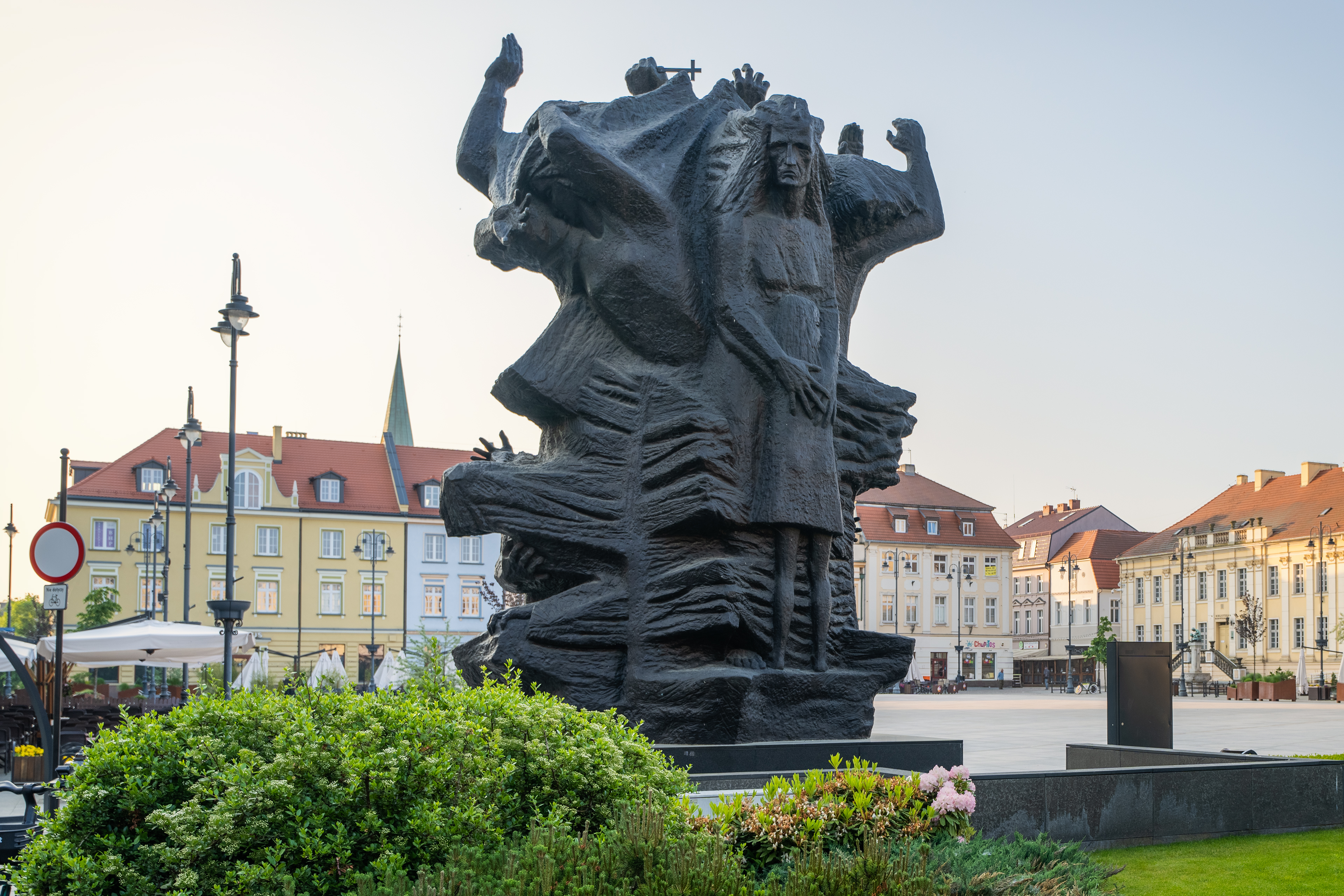
Od południowego zachodu
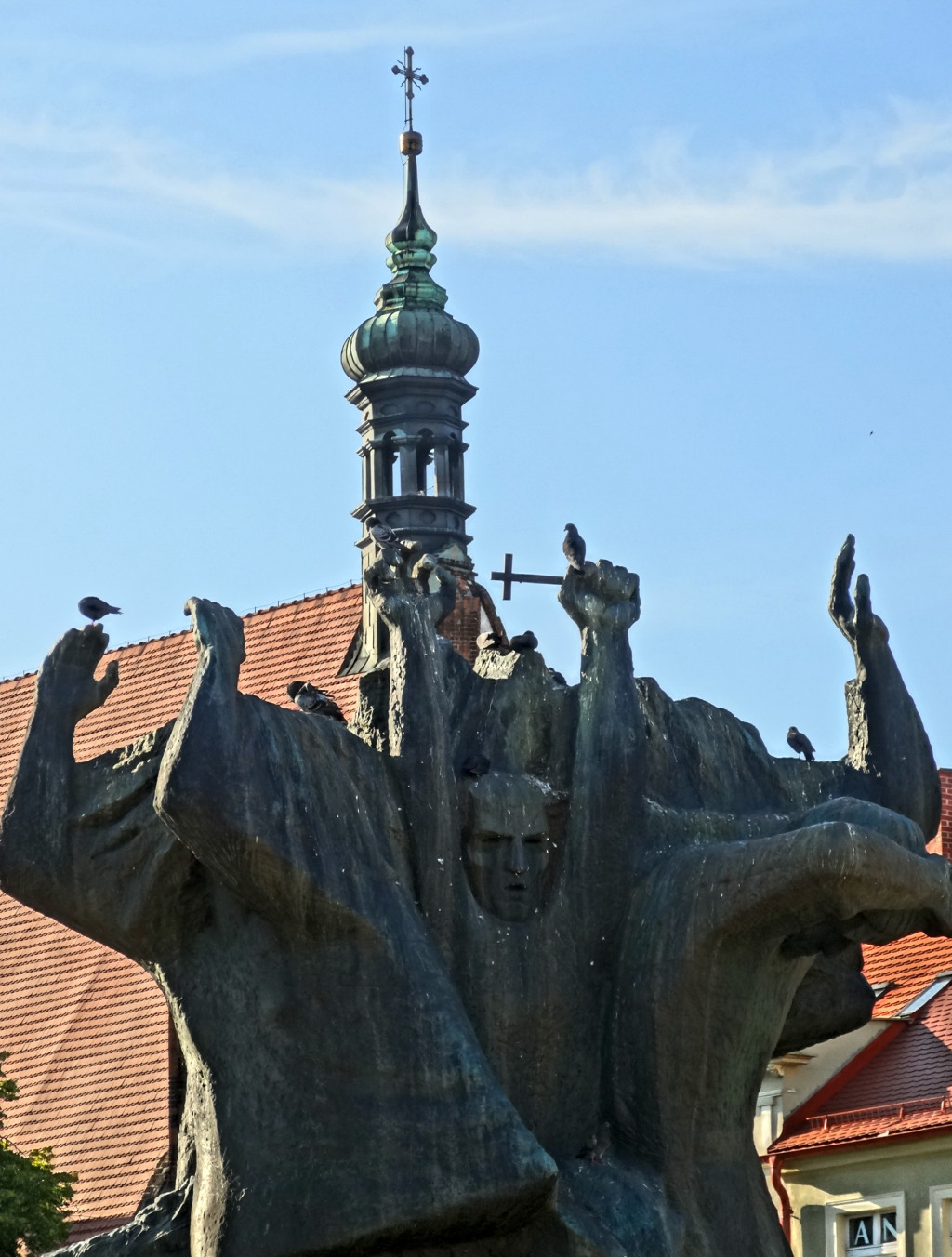
Na tle katedry
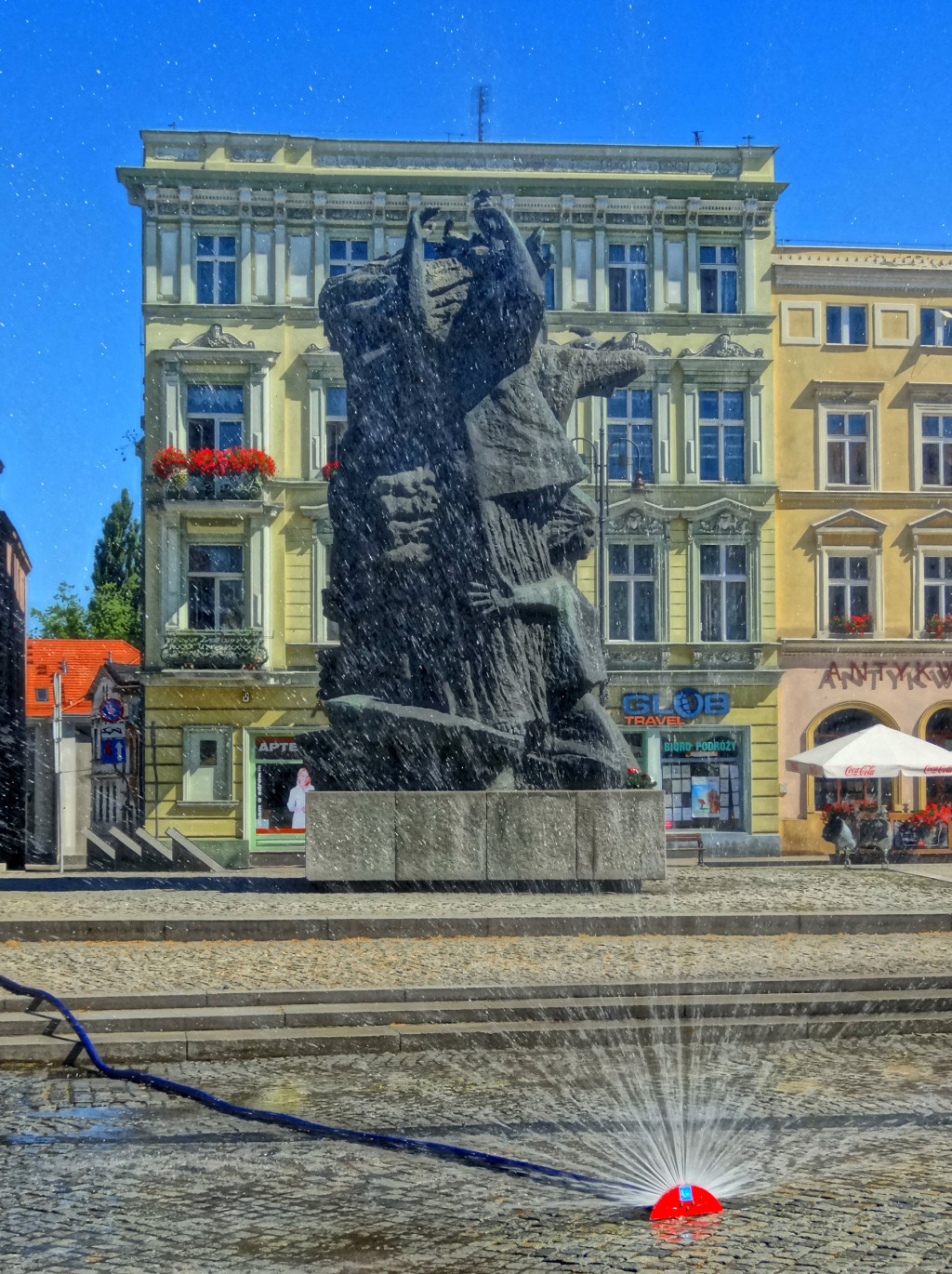
Latem
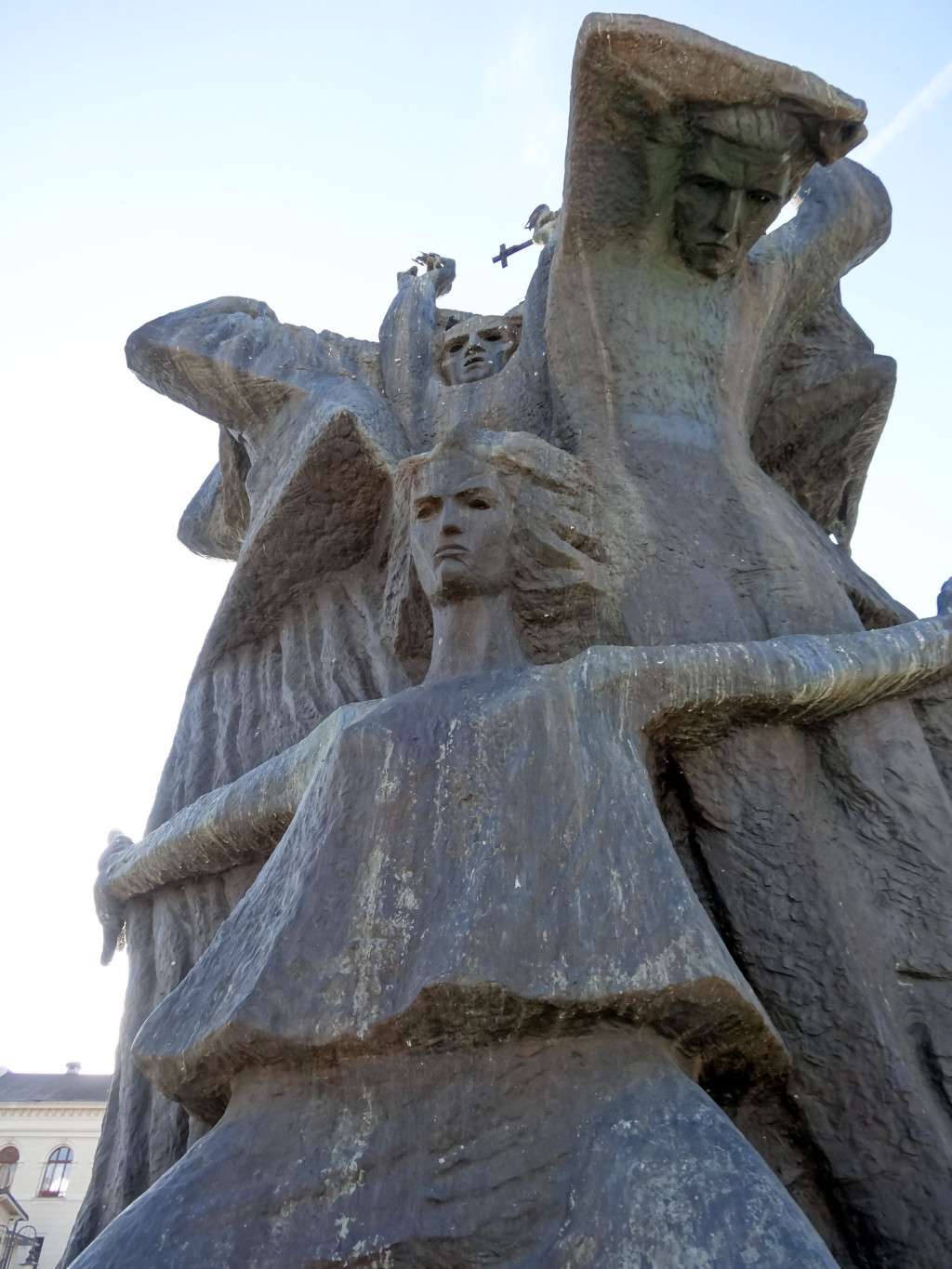
Zbliżenie
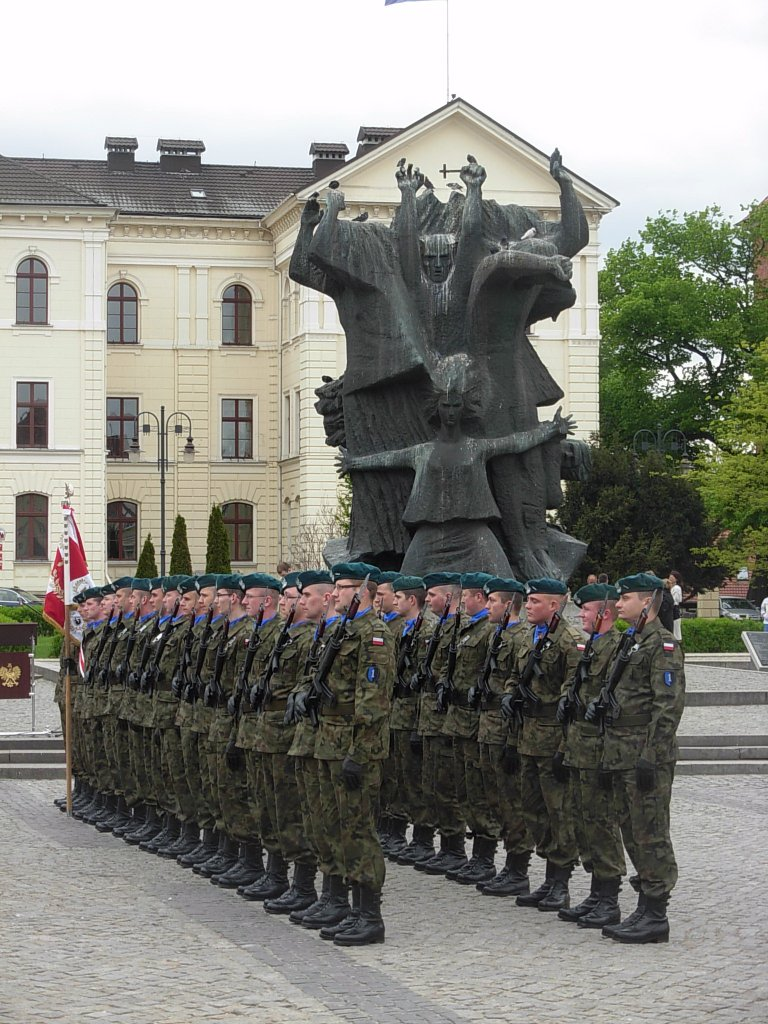
Z kompanią honorową POW
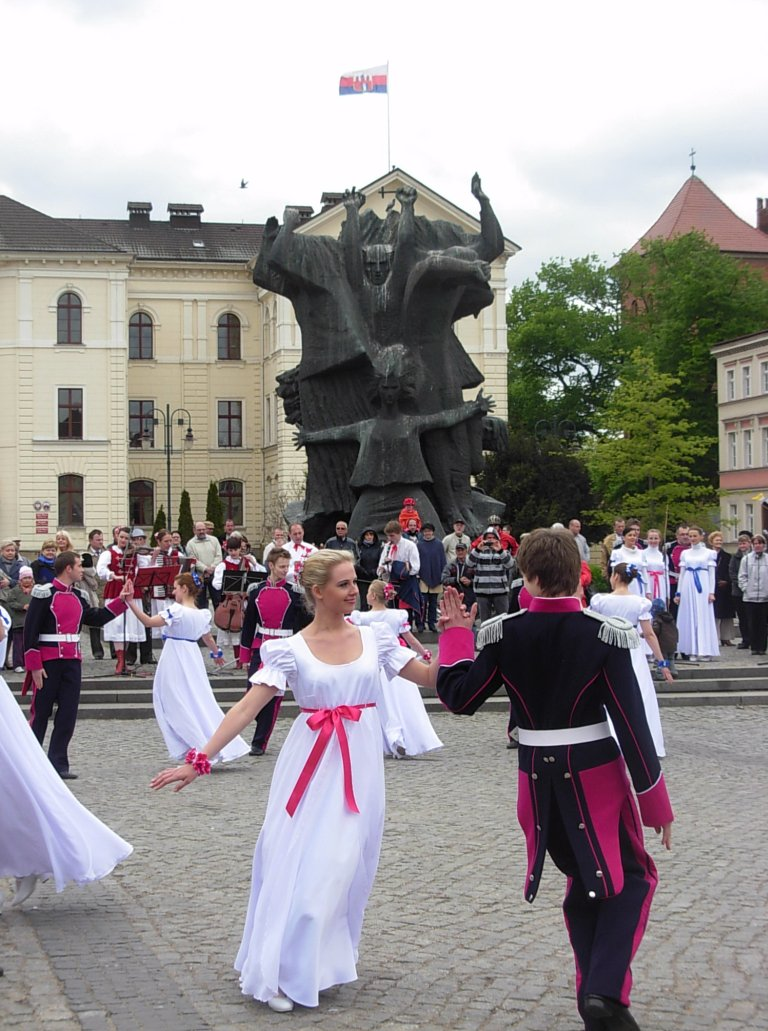
3 Maja 2011
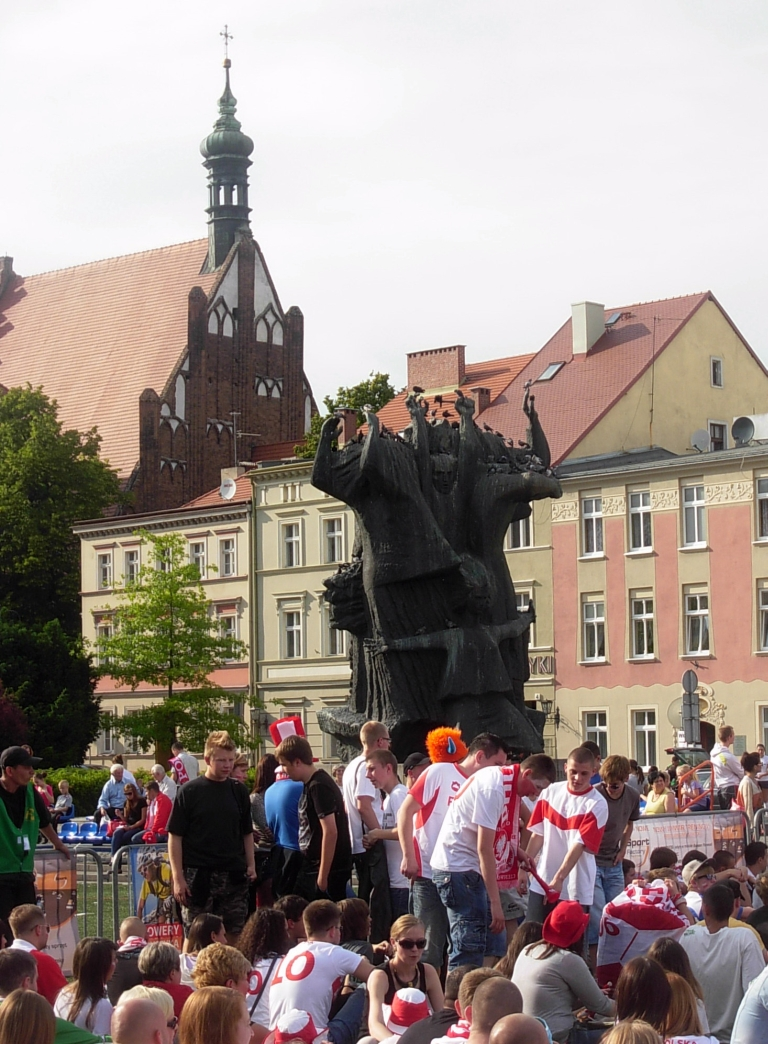
Podczas Euro 2012